# Vinohradské vodojemy
Vodojemy na Floře se nachází mezi ulicemi Šrobárova a Slezská v Praze-Vinohradech. Byly postaveny v letech 1910–1913 a provoz byl zahájen v roce 1914 v souvislosti se zahájením provozu vodárny na Káraném, nového zdroje pitné vody pro Prahu.

## Historie
Již dříve byly postaveny dva zemní vodojemy u dnešní Korunní třídy v roce 1882 a v roce 1891 byl postaven věžový vyrovnávací vodojem. Zvýšená poptávka po pitné vodě v rozrůstající se Praze dala vzniknout nové vodárně na Káraném a v souvislostí s přivedením pitné vody do Prahy byly postaveny dva dvoukomorové vodojemy na Floře.

## Vodojem
Zásobují pravobřežní část Prahy pitnou vodou z Káraného i z Podolské vodárny. Voda se tu mísí, chloruje a akumuluje. K vodojemům patří i několik provozních budov, včetně chlorovací stanice. Vlastní vodojemy jsou betonové nádrže částečně zapuštěné pod terén, zasypané ze stran a shora ochranným překryvem zeminy. Zásyp zeminou není samoúčelný, tvoří velmi efektivní ochranu vodojemů proti poškození. Po celou dobu své existence je celý komplex tvořící 2,5 ha zelené plochy chráněn oplocením a ochranným vodárenským pásmem se zákazem vstupu.[zdroj?]
Vodojemy (s objemem 37 440 m³ vody) jsou jedním z prioritních objektů civilní ochrany a v krizových situacích jsou střeženy armádou a policií.[zdroj?]

## Rekonstrukce
V období březen 2019– červenec 2022 byla dokončena rekonstrukce akumulačních komor. Při rekonstrukci byla odstraněna zemina, zbourané stopy, očištěny stěny, vyměněny elektrické rozvody, původní litinové potrubí bylo nahrazeno nerezovým a propojeno s čerpací stanicí Flora s armaturní komorou. Armaturní komory byly vybaveny novými pochozími lávkami. Nové armaturní komory byly vybaveny novými sloupy mají výšku asi pět metrů. Na akumulačních komorách bylo zhotoveno nové zastropení, položena izolační folie a provedena hydroizolace s ochrannou vrstvou betonové mazaniny. Následně byly překryty vrstvou zeminy, která byla oseta flórou lučního charakteru.

### Data
Součástí přesypaného čtyřkomorového vodojemu je armaturní komora se třemi armaturnímu chodbami mezi jednotlivými komorami a vstupními nadstavbami. Celkový objem komor je 20 630 m³. Od roku 2015 pro úpravu vody se na místě vyrábí chlornan sodný.

## Poznámka
V oblasti Vinohrad je kromě vodojemů Flora ještě nefunkční věžový vodojem a u něj podzemní dvoukomorový vodojem. V tomto areálu by mělo vzniknout osvětové centrum Hydropolis. V podzemním vodojemu by měla být expozice současných moderních technologií úpravy a čištění vody.